# Памятник В. И. Ленину (Ногинск)
Па́мятник Ле́нину в Ноги́нске — один из первых памятников, установленных Владимиру Ильичу Ленину. В краеведческих публикациях можно встретить утверждения, что это самый ранний из памятников Ленину.
На небольшой памятной стеле из серого гранита, установленной рядом с монументом, указано: «Первый в мире памятник В. И. Ленину. Открыт 22 января 1924 года». На лицевой стороне постамента надпись на гранитной плите: «Больше доверия к силам рабочего класса. Мы должны добиться того, чтобы каждая работница могла управлять государством». На обратной стороне: «Автор памятника рабочий „Глуховки“ Ф. П. Кузнецов».

## История

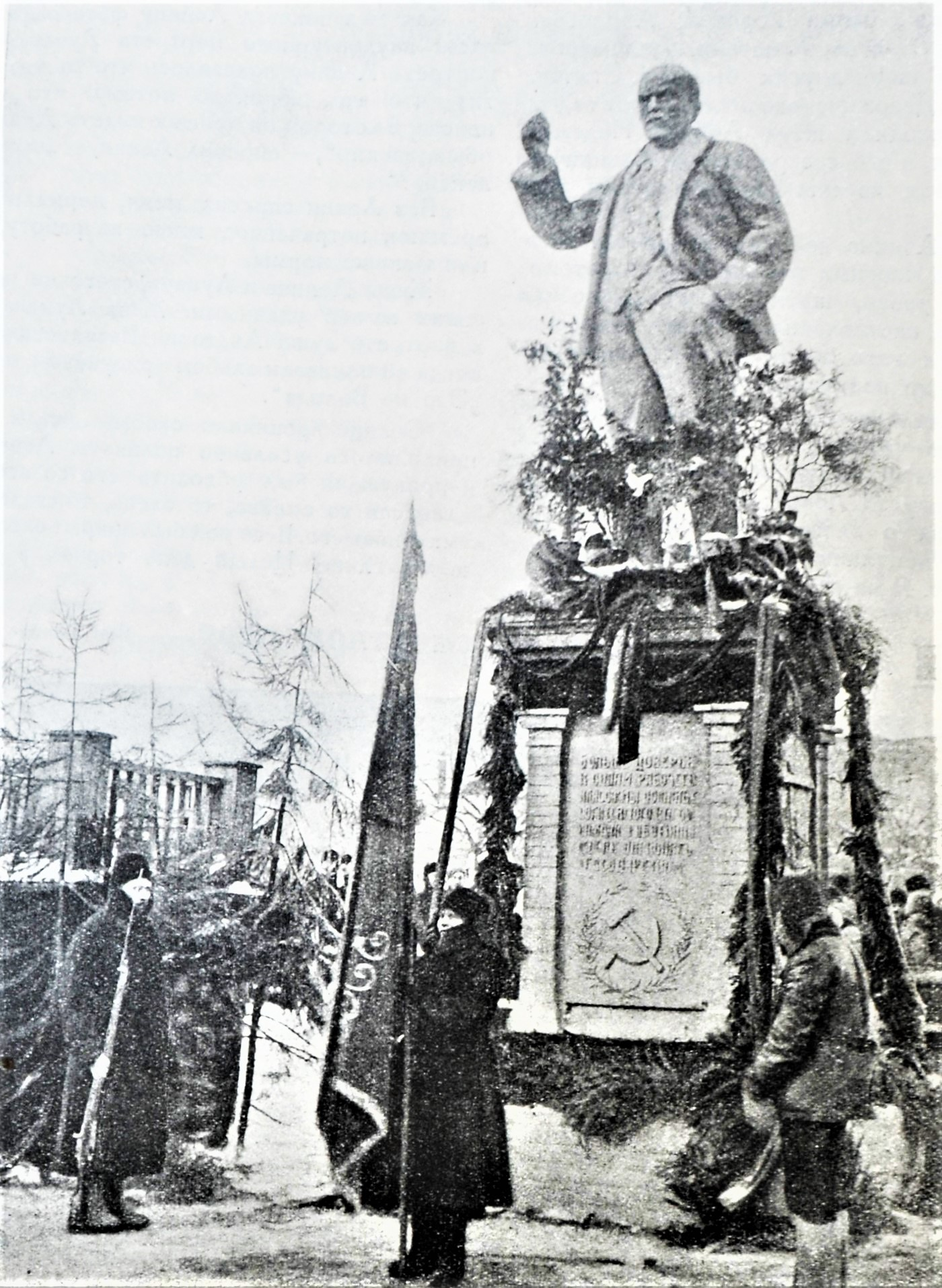
Памятник в 1924 году

Памятник Ленину у Глуховской фабрики (Богородско-Глуховская мануфактура в Российской империи) в Ногинске является первым и, возможно, старейшим в СССР. Решение об установке скульптуры было принято 2 ноября 1923 года; открытие состоялось 22 января 1924 года — на следующий день после смерти Ленина (совпало с девятнадцатой годовщиной Кровавого воскресенья). Торжественный митинг, посвящённый открытию монумента Владимиру Ильичу, превратился в траурный митинг.
Автором памятника стал скульптор-самоучка, маляр-декоратор фабричного клуба Фёдор Петрович Кузнецов. Идея его создания принадлежит коллективу фабрики, представители которой 2 ноября 1923 года навестили больного В. И. Ленина в Горках. Сам Фёдор Кузнецов не видел Ленина, не присутствовал в составе делегации. Он создавал скульптуру по рассказам очевидцев.
Статуя Ленина была отлита из бетона и установлена на каменный постамент. На тыльной и боковых сторонах постамента установлены барельефы с изображением рабочего, рабочей и колхозницы. Парковая зона вокруг памятника носила название Ленинский сквер. Во времена СССР здесь проводились торжественные мероприятия, в том числе с участием пионеров. Здание за памятником — бывший музей истории Глуховского Хлопчатобумажного комбината имени Ленина.